# Ben Muirhead
Benjamin "Ben" Muirhead (født 5. januar 1983 i Doncaster, England) er en engelsk tidligere fodboldspiller der spillede som fløj. Han startede sin karriere hos Manchester United, men efter at han blev frigjort uden at have spillet en eneste kamp, flyttede han til Bradford City. Han spillede mere end 100 kampe på fire år for Bradford, før han flyttede til Rochdale.